# القريه العليا (المراغة)

تعديل مصدري - تعديل

القرية العليا محلة تابعة لقرية المراغة، التابعة لعزلة العداني بمديرية ذي السفال إحدى مديريات محافظة إب في الجمهورية اليمنية، بلغ تعداد سكانها 321 حسب تعداد اليمن لعام 2004.